# Dōbutsu shōgi
 (janvier 2018).
Si vous disposez d'ouvrages ou d'articles de référence ou si vous connaissez des sites web de qualité traitant du thème abordé ici, merci de compléter l'article en donnant les références utiles à sa vérifiabilité et en les liant à la section « Notes et références ».
Le dōbutsu shōgi (どうぶつしょうぎ, shogi animal) est une variante du shogi pour les enfants. Il a été inventé par la joueuse de shogi professionnelle Madoka Kitao, en partie pour attirer les femmes vers le jeu. Il est joué sur un plateau 3x4 et suit globalement les règles du shogi, y compris le parachutage, sauf que les pièces ne peuvent se déplacer que d'une case à la fois et promouvoir le roi est une façon supplémentaire de gagner la partie.
Les pièces sont carrées, comme les cubes pour enfants, ont des dessins qui représentent des animaux plutôt que des kanji pour les identifier et ont souvent des points sur les côtés et les coins indiquant les directions vers lesquelles les pièces peuvent bouger. La phrase en anglais let's catch the lion! (« attrapons le lion ! ») est écrite sur le plateau de jeu.
Cette variante constitue l'un des deux modes du jeu Yokaï no mori.

## Principe de jeu
| G | L | E |
|   | p |   |
|   | p |   |
| E | L | G |

Chaque joueur commence la partie avec quatre pièces : un roi (« le lion ») au milieu de sa ligne (« la forêt »), une tour (« la girafe ») à droite du roi, un fou (« l'éléphant ») à gauche du roi, et un pion (« le poussin ») devant le roi. Chacune se déplace comme dans le shogi standard, mais ne peut bouger que d'une case par tour. Si le poussin avance de deux cases pour atteindre la ligne finale (« le ciel » pour le joueur qui a commencé dans la forêt), il se promeut en tokin (« le poulet »).
Comme au shogi, si un tokin est capturé, il ne peut être reparachuté que comme un pion. En revanche, les restrictions habituelles sur les endroits où il est possible de parachuter un pion, tel que donner un mat immédiat ou avoir deux pions sur la même colonne, ne s'appliquent pas.
Si les joueurs jouent la même position trois tours de suite, la partie est nulle. Il y a deux façon de gagner une partie : capturer (« manger ») le roi adverse, et avancer son propre roi dans la zone de promotion (la ligne la plus au fond), tant que cela ne met pas son propre roi en échec.

## Dōbutsu shōgi et informatique
Le dōbutsu shōgi est fortement résolu, le meilleur coup de chacune des 1 567 925 964 positions possibles a été calculé. Depuis la position de départ, le joueur qui commence perd en 39 coups si les deux joueurs jouent de façon optimale.